# Heinrich Werlé
Heinrich Werlé (* 2. Mai 1887 in Bensheim; † 26. Mai 1955 in Leipzig) war ein deutscher Chorleiter, Organist und Musikkritiker.

## Leben
Werlé, Sohn eines Beamten, war zunächst Musikpädagoge an einer Schule in Leipzig, seit 1926 im Rang eines Studienrats. Von 1928 bis 1945 lehrte er als Dozent für Musik am Pädagogischen Institut der Universität Leipzig.
Zum 1. Mai 1933 trat er der NSDAP bei (Mitgliedsnummer 2.989.562). Außerdem war er Mitglied des Nationalsozialistischen Lehrerbundes und Dozentenbundes. Neben seiner Lehrtätigkeit übernahm er die Leitung des Kammerchors der NS-Rundfunkgruppe Gau Sachsen und der Abteilung Chor- und Volksmusik in der NS-Rundfunkgruppe beim Reichssender Leipzig. In seinem Beitrag Zur Lage der Volksmusik im Rundfunk in der Leipziger Zeitschrift Volk im Werden, bezeichnete er die Weimarer Republik als „hinter uns liegende Zeitspanne des Liberalismus“, die „aus träger Spießerbequemlichkeit auch im Volklichen soviel Fremdes, Falsches und Verlogenes miteinander gemischt und untereinander verquickt“ hat, „daß zuerst einmal abgeräumt werden muß. Nur das Lebenswahre und Volksverbundene findet unmittelbar den Weg zum deutschen Menschen. […] Die Voraussetzungen für ein Anderes gründen sich nicht etwa auf eine neue Ästhetik, sondern ruhen wohlgeborgen in der sittlichen Stärke des verantwortungsbewußten Nationalsozialismus.“ 
Von 1937 bis 1943 war Werlé Hauptschriftleiter der Zeitschrift für Volksmusik Gut Ton in Dresden. 
Nach dem Zweiten Weltkrieg wirkte er seit 1946 als Professor an der Universität Halle. Im selben Jahr gründete er den Kammerchor des Senders Leipzig, dessen Leitung er übernahm. 1953 promovierte er an der Friedrich-Schiller-Universität Jena über das Thema Musik im Leben des Kindes.
Zu seinen Schülern gehörte der Kirchenmusiker Johannes Petzold.

## Werke
- Methodik des Musikunterrichts auf der Grundstufe. Kistner & Siegel, Leipzig 1930.
- Volksmusik im Rundfunk. Hesse, Berlin 1932.
- Der Männerchor-Dirigent im Volkslied. Kistner & Siegel, Leipzig 1932.
- Franz Schubert. Der Mensch und sein Werk. Eher, Berlin 1941.
- Franz Schubert in seinen Briefen und Aufzeichnungen. S. Hirzel, Leipzig 1948.
- Musik im Leben des Kindes. Ehlermann, Dresden 1949.